# Sénat Tschentscher II
Ville libre et hanséatique de Hambourg
Tschentscher I Tschentscher III
Le sénat Tschentscher II (en allemand : Senat Tschentscher II) est le gouvernement de la ville libre et hanséatique de Hambourg entre le 10 juin 2020 et le 7 mai 2025, sous la 22e législature du Bürgerschaft.
Dirigé par le premier bourgmestre Peter Tschentscher, dont le parti a remporté la majorité relative aux élections régionales, il est formé d'une coalition de centre gauche entre les sociaux-démocrates et les écologistes. Il succède au sénat Tschentscher I, composé d'une alliance identique.

## Historique du mandat
Dirigé par le premier bourgmestre social-démocrate sortant Peter Tschentscher, ce gouvernement est constitué et soutenu par une « coalition rouge-verte » entre le Parti social-démocrate d'Allemagne (SPD) et l'Alliance 90 / Les Verts (Grünen). Ensemble, ils disposent de 83 députés sur 123, soit 67,4 % des sièges du Bürgerschaft.
Il est formé à la suite des élections régionales du 23 février 2020.
Il succède donc au sénat Tschentscher I, constitué et soutenu par une coalition identique.
Au cours du scrutin parlementaire, le Parti social-démocrate conserve sa position de premier parti de Hambourg avec 39 % des voix, ce qui constitue un recul de l'ordre de 6,5 points par rapport aux élections de 2015. Ce résultat, dû au bilan du premier bourgmestre jugé positif par les deux tiers des Hambourgeois, est éclipsé par la très bonne performance de l'Alliance 90 / Les Verts, qui double son score et remporte un quart des suffrages. Troisième parti de la ville, l'Union chrétienne-démocrate d'Allemagne (CDU) récolte tout juste 11 % des voix.
Plus de trois mois après la tenue des élections, le SPD et les Grünen concluent le 2 juin un accord prévoyant la prolongation pour cinq ans de leur coalition rouge-verte. Le pacte entre les deux formations est ratifié quatre jours plus tard par les deux formations. Le 10 juin, Peter Tschentscher est réélu premier bourgmestre par 87 voix favorables au cours d'une séance du Bürgerschaft, puis la liste des sénateurs reçoit l'assentiment des députés avec 83 soutiens.

## Composition

### Initiale (10 juin 2020)
- Les nouveaux sénateurs sont indiqués en gras, ceux ayant changé d'attributions en italique.

| Fonction                                                                                 | Titulaire | Titulaire            | Parti  |
| ---------------------------------------------------------------------------------------- | --------- | -------------------- | ------ |
| Premier bourgmestre                                                                      |           | Peter Tschentscher   | SPD    |
| Deuxième bourgmestre Sénatrice pour la Science, la Recherche, l'Égalité et les Districts |           | Katharina Fegebank   | Grünen |
| Sénatrice pour la Justice et la Protection des consommateurs                             |           | Anna Gallina         | Grünen |
| Sénateur pour l'Éducation et la Formation professionnelle                                |           | Ties Rabe            | SPD    |
| Sénateur pour la Culture et les Médias                                                   |           | Carsten Brosda       | SPD    |
| Sénatrice pour le Travail, la Santé, les Affaires sociales, la Famille et l'Intégration  |           | Melanie Leonhard     | SPD    |
| Sénateur pour l'Économie et l'Innovation                                                 |           | Michael Westhagemann | Sans   |
| Sénatrice pour le Développement urbain et le Logement                                    |           | Dorothee Stapelfeldt | SPD    |
| Sénateur pour l'Environnement, le Climat, l'Énergie et l'Économie agricole               |           | Jens Kerstan         | Grünen |
| Sénateur pour les Transports et la Transformation des mobilités                          |           | Anjes Tjarks         | Grünen |
| Sénateur pour l'Intérieur et les Sports                                                  |           | Andy Grote           | SPD    |
| Sénateur pour les Finances                                                               |           | Andreas Dressel      | SPD    |

### Remaniement du 15 décembre 2022
- Les nouveaux sénateurs sont indiqués en gras, ceux ayant changé d'attributions en italique.

| Fonction                                                                                 | Titulaire | Titulaire                                                                | Parti  |
| ---------------------------------------------------------------------------------------- | --------- | ------------------------------------------------------------------------ | ------ |
| Premier bourgmestre                                                                      |           | Peter Tschentscher                                                       | SPD    |
| Deuxième bourgmestre Sénatrice pour la Science, la Recherche, l'Égalité et les Districts |           | Katharina Fegebank                                                       | Grünen |
| Sénatrice pour la Justice et la Protection des consommateurs                             |           | Anna Gallina                                                             | Grünen |
| Sénateur pour l'Éducation et la Formation professionnelle                                |           | Ties Rabe (jusqu'au 15/01/2024) Ksenija Bekeris (à partir du 17/01/2024) | SPD    |
| Sénateur pour la Culture et les Médias                                                   |           | Carsten Brosda                                                           | SPD    |
| Sénatrice pour le Travail, la Santé, les Affaires sociales, la Famille et l'Intégration  |           | Melanie Schlotzhauer                                                     | SPD    |
| Sénateur pour l'Économie et l'Innovation                                                 |           | Melanie Leonhard                                                         | SPD    |
| Sénatrice pour le Développement urbain et le Logement                                    |           | Karen Pein                                                               | SPD    |
| Sénateur pour l'Environnement, le Climat, l'Énergie et l'Économie agricole               |           | Jens Kerstan                                                             | Grünen |
| Sénateur pour les Transports et la Transformation des mobilités                          |           | Anjes Tjarks                                                             | Grünen |
| Sénateur pour l'Intérieur et les Sports                                                  |           | Andy Grote                                                               | SPD    |
| Sénateur pour les Finances                                                               |           | Andreas Dressel                                                          | SPD    |